# Rob (serie televisiva)
Rob, conosciuta anche come ¡Rob!, è una serie televisiva statunitense del 2012 creata da Rob Schneider e Lewis Morton e con protagonista lo stesso Schneider.

## Trama
La serie segue le vicende di Rob, un ex scapolo incallito che dopo essersi sposato con Maggie dovrà fare i conti anche con la famiglia di origini messicano-statunitense della donna, una famiglia davvero molto unita.

## Episodi
| Stagione       | Episodi | Prima TV USA | Prima TV Italia |
| -------------- | ------- | ------------ | --------------- |
| Prima stagione | 8       | 2012         | inedita         |

## Produzione
Il progetto della serie viene sviluppato da Rob Schneider nel corso del 2010. Nell'ottobre di quell'anno l'attore decide di presentare il progetto alla CBS, che il 4 febbraio 2011 ordina l'episodio pilota scritto da Rob Schneider e Lewis Morton e diretto da James Widdoes. La serie viene prodotta dalla Tannenbaum Company e dalla CBS Television Studios.
Per la prima stagione della serie vengono ordinati otto episodi, trasmessi su CBS dal 12 gennaio al 1º marzo 2012. Il 13 maggio 2012 la serie viene infine cancellata.

## Distribuzione
La serie è stata trasmessa in prima visione assoluta sul canale statunitense CBS dal 12 gennaio al 1º marzo 2012.